# Air Tanzania
Air Tanzania, es la aerolínea principal de Tanzania. Tiene sede en Dar es Salaam, y sus bases son Dar es Salaam y Dodoma. Opera rutas regionales por Tanzania, e internacionales a Kenia y Uganda.

## Flota

### Flota Actual
La flota de Air Tanzania se compone de las siguientes aeronaves, con una edad media de 4.1 años (a junio de 2023)

### Flota Histórica
Air Tanzania ha operado previamente las siguientes aeronaves:

## Galería
Flota de algunos aviones tanto con la actual librea como las anteriores que Air Tanzania ha instaurado

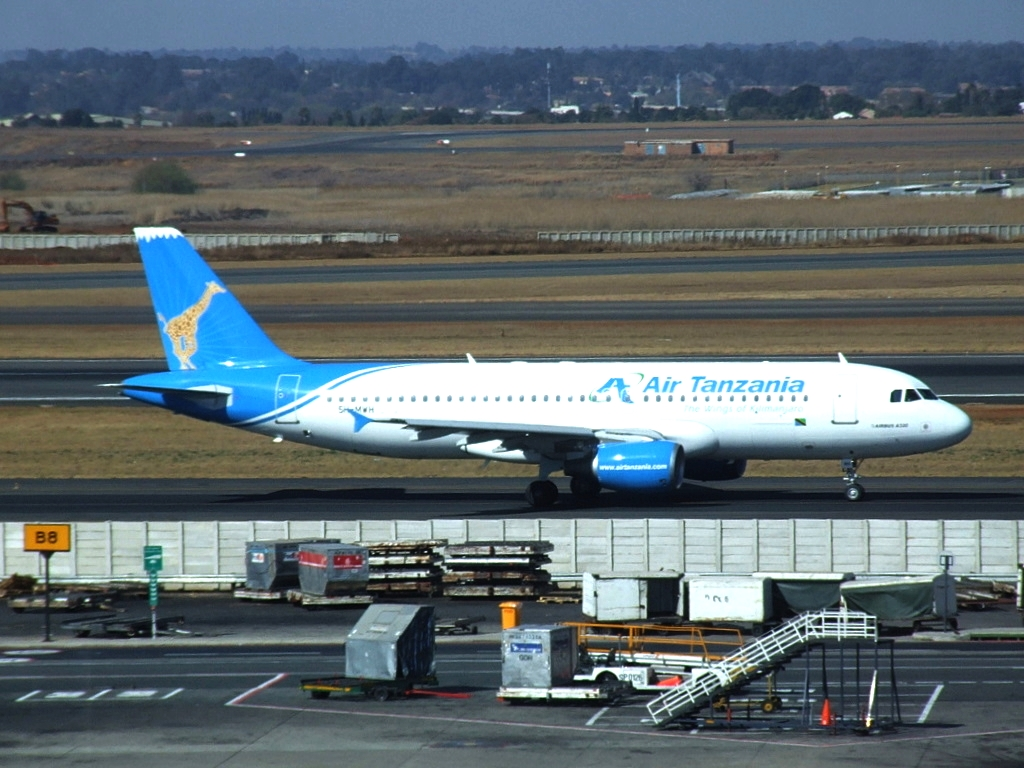
Airbus A320
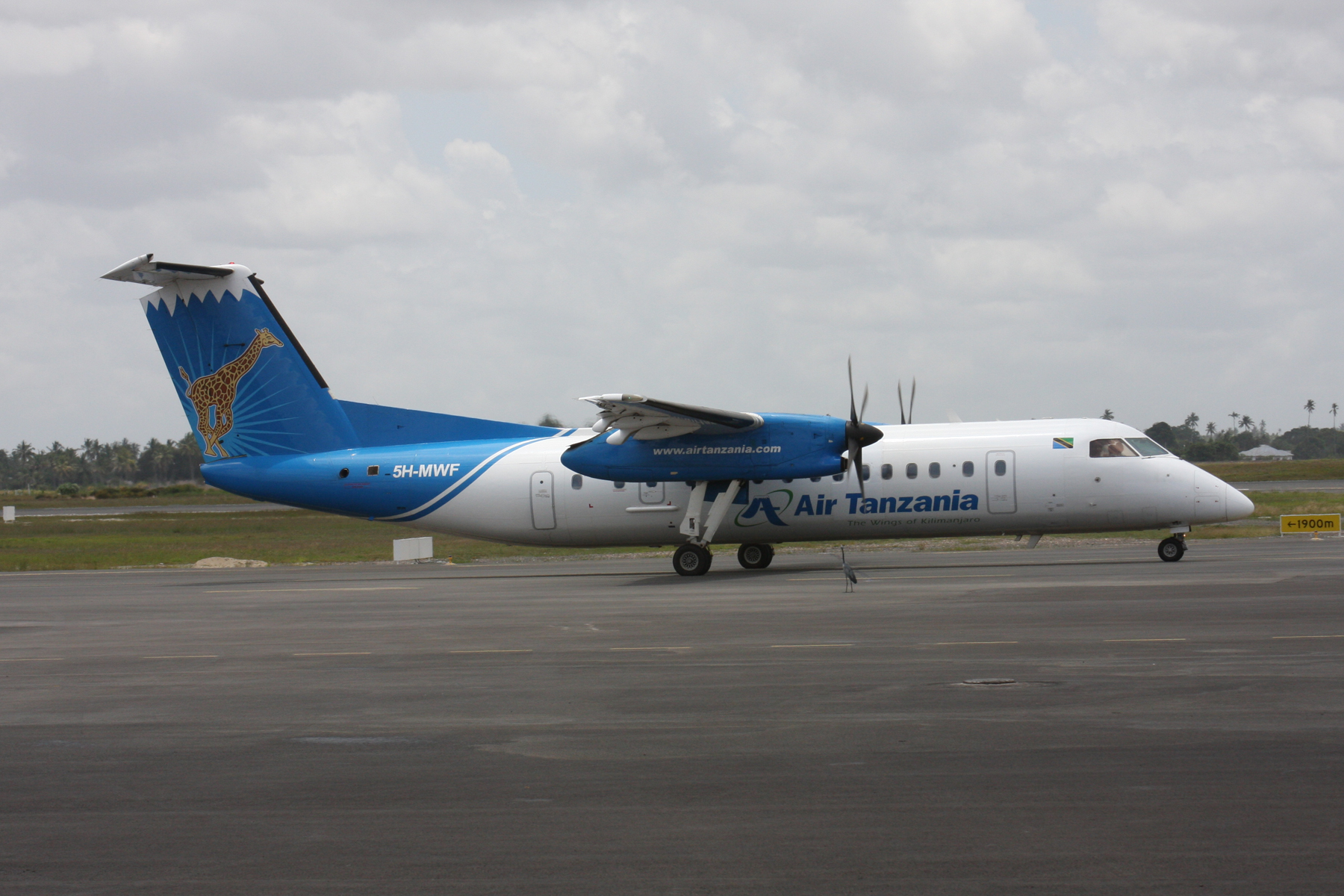
De Havilland Canada Dash 8
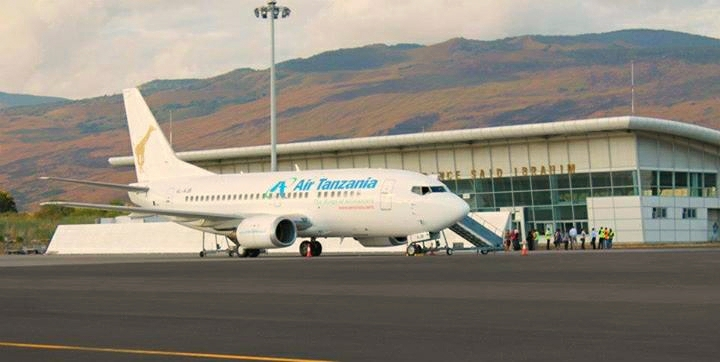
Boeing 737
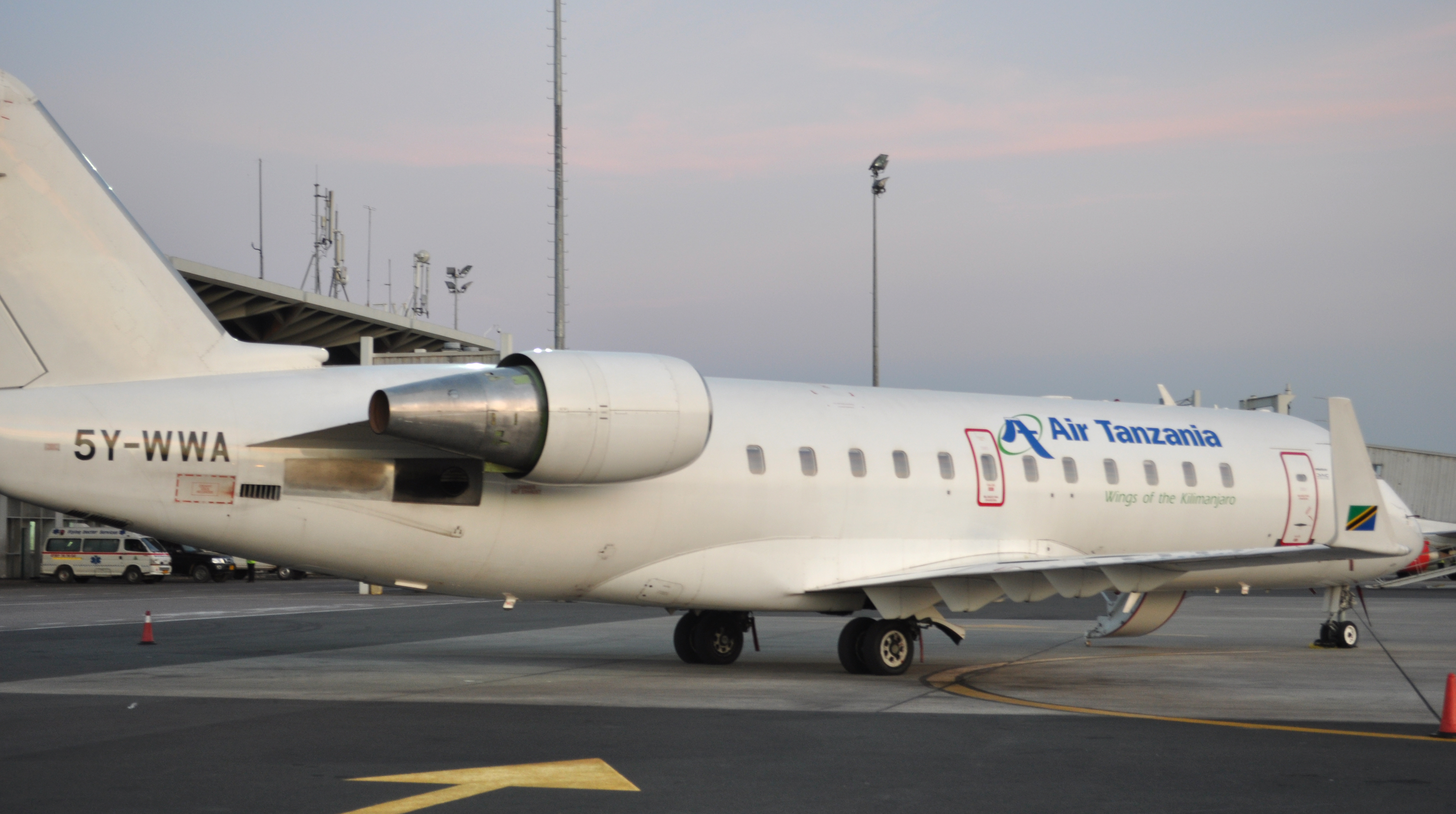
Bombardier CRJ200
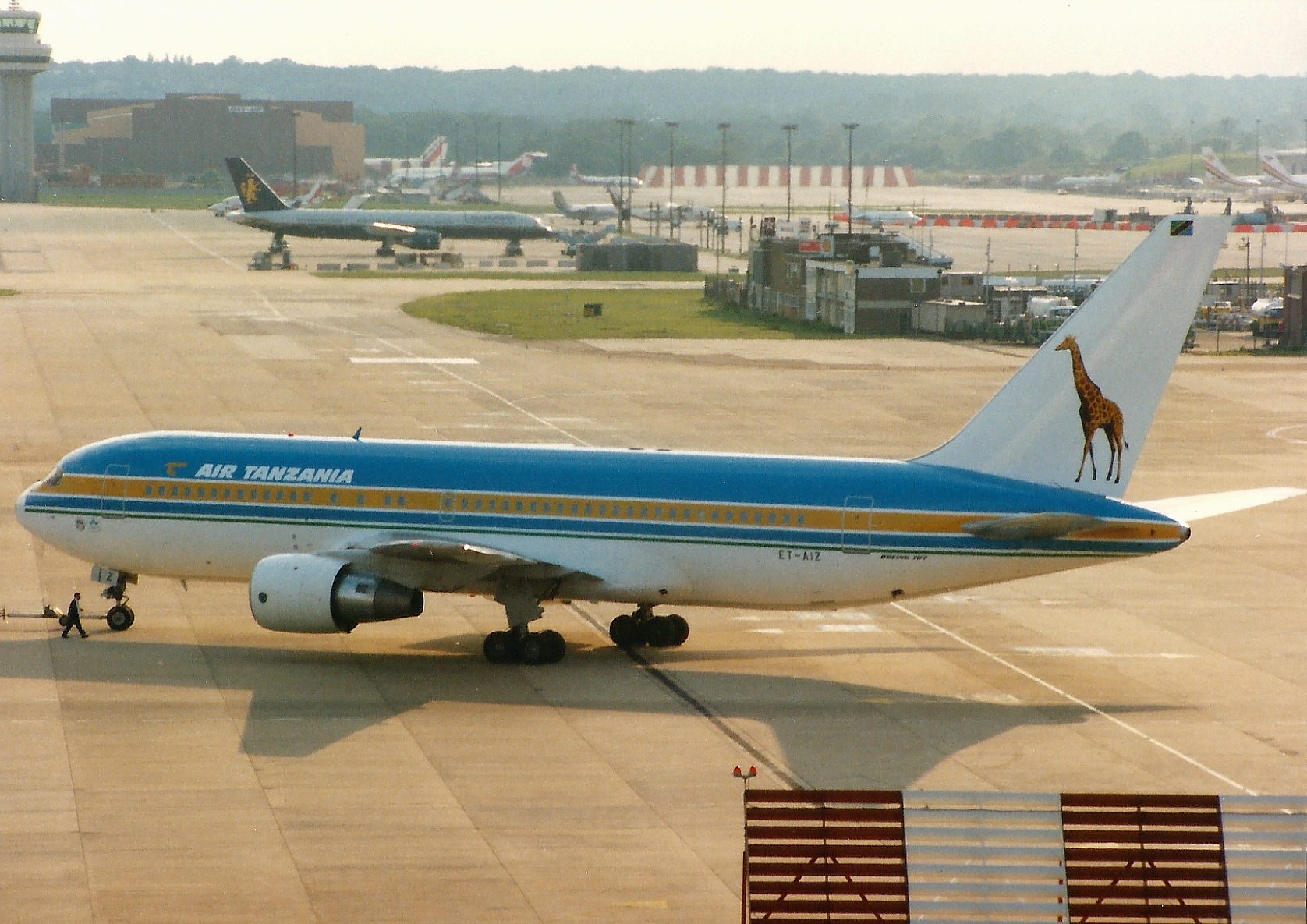
Boeing 767. Este avión se estrellaría en 1996 como el vuelo 961 de Ethiopian Airlines